# Morphine (музичка група)
Морфин (енгл. Morphine) америчка је алтернативна рок група коју су основали Марк Сендмен, Дејна Коли и Џером Деупри у Кембриџу, Масачусетс, 1989. године. После пет најуспешнијих албума и активних обиласка, они су се распали 1999. године, након што је фротмен Сендмен преминуо од срчаног удара.
Морфин у музици има комбинације блуз и џез елемената са више традиционалним рок звуком. Сендмен је певао у „дубоко, лежерном шапату”. Музичари су сами осмислили ознаку low rocк да опишу музику у којој учествује ниски ниво звука. Морфин је проширио свој необичан речник у сваком албуму."
Група је уживала у позитивним критичким оценама, али је имала и различите резултате на комерцијалној основи. У САД група је прихваћена и подржана од стране инди-рок заједнице, укључујући јавне и колеџ радио станице и МТВ емисију 120 минута, где је група некада гостовала. Међутим, добила је малу подршку од комерцијалнијих рок-радија и других музичких телевизијских програма. То је ограничило њихову подршку у земљи, а на међународном нивоу они су гласно уживали у успеху, посебно у Белгији, Португалу, Француској и Аустралији.

## Формирање, независне године (1989—1996)
Морфин је формиран 1989. године од стране басисте и певача Сендмена, такође и члана блуз рок групе Treat Her Right, саксофонисте Дејне Коли и бубњара Џерома Деупријем. Деупри је кратко напустио групу из здравствених разлога 1991. године и био је привремено замењен.
Када се Деупри вратио, они су снимили свој деби албум Good у Бостону 1991. године. Албум је добио позитивне критике, а група повећање публике. Албум Cure for Pain из 1993. године је према резултатима повећао групу слушалаца ван САД−а, а синглови као што су Thursday и Buena освојили су факултетске радио станице. Током снимања албума Cure for Pain, Деупри је поново замењен новим чланом Конвејем, иако је Деупри играо велику улогу са бубњевима на албуму. Након што је албум био завршен, група је боравила у Америци, Европи, Јапану и Аустралији.

## албуми године (1997—1999)
После две године турнеје, Морфин је потписао уговор са компанијом DreamWorks. То је био критички успех, али не и пробој групе у домаћи мејнстрим, као што су се надали.

## Дискографија

### Студијски албуми
- Good (1992)
- Cure for Pain (1993)
- Yes' (1995)
- Like Swimming (1997)
- The Night (2000)

### Албуми са концерата
- Bootleg Detroit (2000)

### Компилације
- B-Sides and Otherwise (1997)
- The Best of Morphine: 1992-1995]] (2003)
- Sandbox: The Mark Sandman Box Set' (2004)
- At Your Service (2009)

### Синглови
- "Buena" (1993)
- "Thursday" (1993)
- "Cure for Pain" (1994)
- "Super Sex" (1995)
- "Honey White" (1995)
- "Early to Bed" (1997)
- "Murder for the Money" (1997)
- "Eleven O'Clock" (1999)